# Vancouver Media
Vancouver Media Sociedad Limitada je španělská mediální skupina působící v televizi. Společnost založil v roce 2016 Álex Pina, tvůrce televizního seriálu Papírový dům, od roku 2017 vysílaného společností Netflix.

## Historie
První inscenací byl seriál Papírový dům (La Casa de Papel), který měl premiéru 2. května 2017 na televizní stanici Antena 3 a dosud jej zhlédly více než čtyři miliony diváků.

## Hlavní inscenace
- Papírový dům
- The Pier
- White Lines
- Sky Rojo

## Ocenění a nominace
V roce 2018 byla společnost nominována na cenu Camille Awards jako nejlepší produkční společnost.